# Калініна Ольга Ігорівна
Ольга Ігорівна Калініна (нар. 21 лютого 1988) — казахська борчиня вільного стилю та пляжна борчиня, бронзова призерка чемпіонату Азії з вільної боротьби, триразова чемпіонка світу з пляжної боротьби, чемпіонка Азійських пляжних ігор.

## Життєпис
Боротьбою почала займатися з 1999 року. У 2004 та 2005 роках двічі здобувала срібні медалі чемпіонатів Азії серед кадетів. У 2006 році стала бронзовою призеркою чемпіонату Азії серед юніорів. Наступного року на цих же змаганнях виборола чемпіонський титул.
Виступала за борцівський клуб «Коп» Актау. Тренери — Сергій Зиков (з 2014), Олександр Мухалов (з 1999).

## Спортивні результати на міжнародних змаганнях

### Виступи на Чемпіонатах світу
| Змагання                                | Збірна    | Вагова категорія          | Місце  |
| --------------------------------------- | --------- | ------------------------- | ------ |
| Чемпіонат світу з боротьби 2009         | Казахстан | жіноча боротьба, до 59 кг | 7      |
| Чемпіонат світу з боротьби 2010         | Казахстан | жіноча боротьба, до 59 кг | 8      |
| Чемпіонат світу з пляжної боротьби 2011 | Казахстан | пляжна боротьба, 70 кг    | Золото |
| Чемпіонат світу з боротьби 2011         | Казахстан | жіноча боротьба, до 59 кг | 18     |
| Чемпіонат світу з пляжної боротьби 2012 | Казахстан | пляжна боротьба, 70 кг    | Золото |
| Чемпіонат світу з пляжної боротьби 2013 | Казахстан | пляжна боротьба, 60 кг    | Золото |
| Чемпіонат світу з боротьби 2014         | Казахстан | жіноча боротьба, до 63 кг | 22     |

### Виступи на Чемпіонатах Азії
| Змагання                       | Збірна    | Вагова категорія          | Місце  |
| ------------------------------ | --------- | ------------------------- | ------ |
| Чемпіонат Азії з боротьби 2006 | Казахстан | жіноча боротьба, до 67 кг | Бронза |
| Чемпіонат Азії з боротьби 2009 | Казахстан | жіноча боротьба, до 63 кг | 10     |
| Чемпіонат Азії з боротьби 2010 | Казахстан | жіноча боротьба, до 63 кг | 5      |
| Чемпіонат Азії з боротьби 2011 | Казахстан | жіноча боротьба, до 59 кг | 9      |
| Чемпіонат Азії з боротьби 2013 | Казахстан | жіноча боротьба, до 63 кг | 7      |
| Чемпіонат Азії з боротьби 2014 | Казахстан | жіноча боротьба, до 60 кг | 9      |
| Чемпіонат Азії з боротьби 2016 | Казахстан | жіноча боротьба, до 63 кг | 8      |

### Виступи на Азійських пляжних іграх
| Змагання                  | Збірна    | Вагова категорія       | Місце  |
| ------------------------- | --------- | ---------------------- | ------ |
| Азійські пляжні ігри 2014 | Казахстан | пляжна боротьба, 60 кг | Золото |

### Виступи на Кубках світу
| Змагання                    | Збірна    | Вагова категорія          | Місце |
| --------------------------- | --------- | ------------------------- | ----- |
| Кубок світу з боротьби 2011 | Казахстан | жіноча боротьба, до 59 кг | 7     |

### Виступи на інших змаганнях
| Змагання                                    | Збірна    | Вагова категорія          | Місце |
| ------------------------------------------- | --------- | ------------------------- | ----- |
| Золотий Гран-прі з боротьби 2008            | Казахстан | жіноча боротьба, до 63 кг | 5     |
| Гран-прі «Іван Яригін» 2009                 | Казахстан | жіноча боротьба, до 63 кг | 5     |
| Золотий Гран-прі з боротьби 2009            | Казахстан | жіноча боротьба, до 63 кг | 10    |
| Всесвітні ігри бойових мистецтв 2010        | Казахстан | жіноча боротьба, до 63 кг | 8     |
| Турнір Дана Колова — Николи Петрова 2013    | Казахстан | жіноча боротьба, до 63 кг | 7     |
| Гран-прі «Іван Яригін» 2014                 | Казахстан | жіноча боротьба, до 63 кг | 9     |
| Турнір Олександра Медведя 2014              | Казахстан | жіноча боротьба, до 60 кг | 9     |
| Золотий Гран-прі з боротьби 2014 (Баку)     | Казахстан | жіноча боротьба, до 63 кг | 10    |
| Гран-прі «Іван Яригін» 2015                 | Казахстан | жіноча боротьба, до 63 кг | 8     |
| Гран-прі Парижа з боротьби 2015             | Казахстан | жіноча боротьба, до 63 кг | 8     |
| Турнір Олександра Медведя 2015              | Казахстан | жіноча боротьба, до 63 кг | 9     |
| Кубок Президента Казахстану з боротьби 2015 | Казахстан | жіноча боротьба, до 63 кг | 4     |
| Турнір міста Сассарі 2016                   | Казахстан | жіноча боротьба, до 69 кг | 8     |
| Золотий Гран-прі з боротьби 2016            | Казахстан | жіноча боротьба, до 63 кг | 14    |
| Турнір Дана Колова — Николи Петрова 2017    | Казахстан | жіноча боротьба, до 63 кг | 5     |

### Виступи на змаганнях молодших вікових груп
| Змагання                                      | Збірна    | Вагова категорія          | Місце  |
| --------------------------------------------- | --------- | ------------------------- | ------ |
| Чемпіонат Азії з боротьби серед кадетів 2003  | Казахстан | жіноча боротьба, до 65 кг | 4      |
| Чемпіонат Азії з боротьби серед кадетів 2004  | Казахстан | жіноча боротьба, до 65 кг | Срібло |
| Чемпіонат Азії з боротьби серед кадетів 2005  | Казахстан | жіноча боротьба, до 65 кг | Срібло |
| Чемпіонат світу з боротьби серед юніорів 2005 | Казахстан | жіноча боротьба, до 67 кг | 14     |
| Чемпіонат Азії з боротьби серед юніорів 2006  | Казахстан | жіноча боротьба, до 67 кг | Бронза |
| Чемпіонат світу з боротьби серед юніорів 2006 | Казахстан | жіноча боротьба, до 67 кг | 10     |
| Чемпіонат Азії з боротьби серед юніорів 2007  | Казахстан | жіноча боротьба, до 67 кг | Золото |
| Чемпіонат світу з боротьби серед юніорів 2007 | Казахстан | жіноча боротьба, до 67 кг | 7      |
| Чемпіонат Азії з боротьби серед юніорів 2008  | Казахстан | жіноча боротьба, до 67 кг | 5      |
| Чемпіонат світу з боротьби серед юніорів 2008 | Казахстан | жіноча боротьба, до 67 кг | 5      |